# Садикова Мукарама Хафізівна
Садикова Мукарама Хафізівна (башк. Садиҡова Мөкәрәмә Хафиз ҡыҙы, нар. 25 травня 1931, с. Єрмекеєво) — письменник, драматург. Член Спілки письменників Республіки Башкортостан. Заслужений працівник культури Башкирської АРСР

## Біографія
Садикова Мукарама Хафізівна народилася 25 травня 1931 року в с. Єрмекеєво Єрмекеєвського району Башкортостану.
У шість років залишилася без матері, батько зник безвісти на війні в 1943 році. Дівчинка виховувалася у рідних. У 1947 році Мукарама Садикова як сирота потрапила до Белебеєвського дитприйомника. Через рік направлена на роботу в Уфимський лісозавод.
У 1949 році поступила в театральне училище в Уфі. Навчаючись в училищі, за сумісництвом працювала диктором в радіокомітеті Башкортостану. Отримала освіту також на заочному відділенні Літературного інституту при Спілці письменників СРСР.
Працювала в редакції газети «Піонер Башкортостану», начальником Бюро пропаганди літератури у Спілці письменників Башкортостану.
Писати вірші почала в 50-х роках. Друкувалася в місцевих газетах і журналах. Пізніше перейшла писати прозу. Перша її збірка оповідань «Знайомі» видана у 1959 році. М. Садикова працює також у галузі драматургії. Її драми ставилися сцені Цілинного театру Башкирської АРСР (м. Сібай), п'єси «У пошуках щастя», «Руда» і «Журавушка» йшли на сценах театрів Башкортостану і Татарстану.
Садикова Мукарама Хафізівна — автор книг «Дві п'єси», «Клятва на Алтинтау», «Знайомі», «Зірка і квіти», «Поклик Жар-птиці», «Юлай вчиться читати». Книга «Письменники сміються. Сто десять байок» заснована на дотепних висловлюваннях або забавних епізодів з життя її колег: Мустая Каріма, Дініса Ісламова, Ангама Атнабаєва, Гайнана Амірі та багатьох інших.

## Твори
- Садыкова, М. Знакомые: Рассказы / М.Садыкова. — Уфа: Башкнигоиздат, 1959. — 88 с.
- Садыкова, М. Звезда и цветы: Рассказы / М.Садыкова. — Уфа: Башкнигоиздат, 1963. — 50 с.
- Садыкова, М. Первые находки: Рассказы. Уфа: Башкнигоиздат, 1969. — 44 с.
- Садыкова, М. Две пьесы / М.Садыкова. — Уфа: Башкнигоиздат, 1970. — 168 с.
- Садыкова, М. Две ели: Рассказы / М.Садыкова. — Уфа: Башкнигоиздат, 1973. — 158 с.
- Садыкова, М. Клятва на Алтынтау: Повесть / М.Садыкова. — Уфа: Башкнигоиздат, 1975. — 88 с.
- Садыкова, М. Зов Жар-птицы: Повесть / М.Садыкова. — Уфа: Башкнигоиздат, 1979. — 224 с.
- Садыкова, М. К вершинам: Повесть / М.Садыкова. — Уфа: Башкнигоиздат, 1981. — 288 с.
- Садыкова, М. Юлай учится читать: Рассказы / М.Садыкова. — Уфа: Баш-книгоиздат, 1985. — 32 с.
- Садыкова, М. После распутицы: Рассказы / М.Садыкова. — Уфа: Башкнигоиздат, 1986. — 296 с.
- Садыкова, М. Поздравительное письмо: Рассказы / М.Садыкова. — Уфа: Баш-книгоиздат, 1987. — 72 с.
- Садыкова, М. Журавушка: Пьесы / М.Садыкова. — Уфа: Китап, 2001. — 240 с.
- Садыкова, М. Через границы: Повести и рассказы / М.Садыкова. — Уфа: Китап, 2006. — 456 с.
- Садыкова, М. Писатели смеются / М.Садыкова. — Уфа: Издательский Дом «Чурагул», 2006. — 96 с.

## Нагороди та звання
Лауреат премії імені Фатіха Каріма (2011).
Медаль «За доблесну працю у Великій Вітчизняній війні 1941-1945 рр.»